# دانشکده پلیس
دانشکده پلیس (انگلیسی: Police Academy) یک فیلم کمدی به کارگردانی هوگو ویلسون است که در سال ۱۹۸۴ منتشر شد.

## داستان
در شهری بی‌نام، شهردار اعلام می‌کند که پلیس مترو باید هر متقاضی داوطلبی را برای آموزش بپذیرد، صرف‌نظر از مناسب‌بودن یا نبودن او برای این شغل. صدها شهروند که هرگز تصور نمی‌کردند بتوانند پلیس شوند، نام‌نویسی می‌کنند: دختری ثروتمند به نام کارن تامپسون، خلاف‌کار سابق و متخصص ضرب‌گرفتن با دهان، لاروِل جونز، غول مهربان، موزس های‌تاور، شیفتهٔ اسلحه، یوجین تاکلبری، مردی زن‌دوست به نام جورج مارتین، زن کم‌حرفی به نام لاورن هوکس، داگلاس فکلر که مدام حادثه می‌آفریند، و لزلی باربارا که همیشه قربانی زورگویی بوده است.
کری ماهونی، جوانی نافرمان و کم‌تلاش، بار دیگر به‌خاطر جرمی جزئی دستگیر می‌شود. اما کاپیتان رید، دوست پدرش، به او پیشنهادی می‌دهد: به‌جای زندان، در دانشکده پلیس ثبت‌نام کند و دورهٔ آموزشی را بگذراند. ماهونی می‌پذیرد و در ذهن دارد که آن‌قدر خرابکاری کند تا از دانشکده اخراج شود، اما فرمانده اریک لسارد به او یادآوری می‌کند که تا پایان دوره، نه می‌تواند انصراف دهد و نه اخراج شود.
رئیس پلیس، هنری هرست، که از پذیرش این افراد ناخوشایند ناراضی است، تصمیم می‌گیرد شرایط آموزش را آن‌قدر سخت کند که داوطلبان خودشان منصرف شوند. در طول آموزش سخت تحت نظر ستوان بی‌رحم، تادیوس هریس، برخی داوطلبان انصراف می‌دهند. هریس به‌ویژه از ماهونی بدش می‌آید و او را مانع تربیت نیروهای واقعی می‌داند، اما ماهونی که به کارن علاقه‌مند شده، حاضر به ترک دوره نمی‌شود.
هریس دو نفر از داوطلبان، کوپلند و بلنکس را به‌عنوان رهبران گروه انتخاب می‌کند تا ماهونی را آزار دهند و بر دیگران جاسوسی کنند. این دو در یکی از مهمانی‌های ماهونی حاضر می‌شوند و با نقشهٔ ماهونی و باربارا، به‌اشتباه سر از «بار بلو اویستر» درمی‌آورند، میخانه‌ای مخصوص موتورسواران همجنس‌گرا، و به‌زور با مشتریان آنجا می‌رقصند. در اقدامی تلافی‌جویانه، آن دو یک روسپی را در اتاق باربارا مخفی می‌کنند تا او را اخراج کنند. ماهونی می‌کوشد او را از محوطه بیرون ببرد، اما درست هنگام ارائهٔ سخنرانی لسارد به جمعی از افسران، مجبور می‌شود زیر تریبون پنهان شود. روسپی در همان حین به‌شکلی پنهانی به لسارد خدمات جنسی می‌دهد و بعداً که لسارد ماهونی را در حال بیرون‌رفتن می‌بیند، تصور می‌کند او مسبب آن عمل بوده است.
های‌تاور از ماهونی می‌خواهد کمکش کند تا پیش از آزمون رانندگی، آموزش ببیند. آن دو ماشین کوچک کوپلند را برای تمرین می‌دزدند، از دست پلیس می‌گریزند و ماشین را حسابی خراب می‌کنند. پس از موفقیت های‌تاور در آزمون، کوپلند به لاورن توهین نژادپرستانه می‌کند و های‌تاور، خشمگین، ماشین پلیس را با کوپلند در آن واژگون می‌کند. این کار باعث اخراج او از دانشکده می‌شود.
کوپلند و بلنکس تلاش می‌کنند ماهونی را به درگیری بکشانند تا او را نیز اخراج کنند، اما باربارا پیش‌دستی کرده و به کوپلند ضربه می‌زند. درگیری‌ای رخ می‌دهد و هریس می‌خواهد باربارا را اخراج کند، ولی ماهونی مسئولیت را می‌پذیرد و خودش اخراج می‌شود.
در همین حال، فکلر از ماشین گشتی یک سیب بیرون می‌اندازد که به‌تصادف به مردی برخورد می‌کند و این سوءتفاهم به درگیری و شورشی بزرگ در شهر منجر می‌شود. پیش از رفتن، ماهونی به گروه اعزامی برای کنترل شورش می‌پیوندد. اما آن‌ها بی‌خبر وارد مرکز آشوب می‌شوند و از هر سو محاصره می‌شوند. یکی از جنایتکاران اسلحه‌های کوپلند و بلنکس را می‌گیرد و هریس را گروگان می‌گیرد. ماهونی می‌کوشد کمک کند، اما تهدید به مرگ می‌شود. در این هنگام، های‌تاور سر می‌رسد، خود را متحد دشمن نشان می‌دهد و سپس او را از پله‌ها به پایین پرتاب می‌کند و لاورن او را بازداشت می‌کند.
در مراسم فارغ‌التحصیلی، ماهونی و های‌تاور دوباره به دانشکده بازمی‌گردند و بابت رشادتشان مورد تقدیر قرار می‌گیرند. ماهونی آمادهٔ سخنرانی می‌شود، اما لسارد برای انتقام، همان روسپی را زیر تریبون پنهان کرده است.

## مکان‌های فیلم‌برداری
صحنه‌های آغازین فیلم در شهر همیلتون در کانادا فیلمبرداری شد. صحنه‌ای که اوباش، دکهٔ عکاسی را به رودخانه پرتاب می‌کنند، در زیر پل متحرکِ متصل‌کنندهٔ دو شهر همیلتون و برلینگتون و صحنه‌های مربوط به اتفاقات داخل شهری و خیابان‌هایش، در تورنتو تصویربرداری شد. ساختمانِ دانشکدهٔ پلیس نیز، ساختمانِ «بیمارستان روان‌پزشکی لِیک‌شُر» واقع در منطقهٔ «اتوبیکو» در غربتورنتو بود که بعدها و پس از تغییرِ کاربری، تبدیل به خوابگاه دانشجویی «دانشکدهٔ هامبر» گردید.

## بازیگران

### دانشجویان تازه‌وارد
- استیو گوتنبرگ - کَری ماهونی
- کیم کاترال - کارن تامپسون
- بابا اسمیت - موزِس های‌تاوِر
- دونووان اسکات - لسلی باربارا
- مایکل وینسلو - کارول جونز
- دیوید گراف - یوجین تاکلبری
- بروس مالر - داگلاس فَکلر
- ماریون رمزی - لاوِرن کاکس
- اسکات تامسون - چاد کاپلند
- اندرو رابین - جرج مارتین
- برند وان هافمن - کایل بلنکس

### کادر افسری و آموزشی
- جرج ویلیام بیلی - گروهبان هَریس
- جرج گینز - فرمانده اریک لاسارد
- لزلی ایستربروک - گروهبان دِبی کالاهان
- جورج آر. رابرتسون - رئیس پلیس هنری جِی. هِرست

### سایرین
- دبرالی اسکات - خانم فَکلر
- تد راس - سروان رید
- داگ لنوکس - شخصیت منفی اصلی در سریال
- جورجینا اسپلوین - فاحشه
- دان لیک - آقای ویگ